# Bertram Steinberger
Bertram Steinberger (* 1. Februar 1986) ist ein ehemaliger österreichischer Tennisspieler.

## Karriere
Steinberger spielte in seiner Karriere ausschließlich auf der unterklassigen ITF Future Tour und ATP Challenger Tour. Mit sechs Doppeltiteln auf der Future Tour war er deutlich erfolgreicher als im Einzel, wo er titellos blieb. In den ersten Jahren spielte er überwiegend Turniere der Future Tour und verbesserte sich stetig in der Weltrangliste. Während er im Einzel nur einmal in Graz dank einer Wildcard im Hauptfeld eines Challengers stand, nahm er im Doppel häufiger an Challengern teil. Seinen größten Erfolg feierte er 2010 mit dem Titelgewinn in Alphen aan den Rijn. An der Seite von Farrux Doʻstov besiegte er im Finale die niederländische Paarung Roy Bruggeling und Bas van der Valk klar in zwei Sätzen. Steinberger konnte im Anschluss daran nicht mehr an diese Leistung anknüpfen, er überstand nur noch in Todi die erste Runde. Im Juli 2011 erreichte er mit dem 289. Rang seine Karrierebestleistung, im Einzel kam er nicht über einen 707. Rang hinaus. Er beendete 2011 seine aktive Karriere.

## Erfolge
| Legende (Anzahl der Siege)  |
| Grand Slam                  |
| ATP World Tour Finals       |
| ATP World Tour Masters 1000 |
| ATP World Tour 500          |
| ATP World Tour 250          |
| ATP Challenger Tour (1)     |

### Doppel

#### Turniersiege
| Nr. | Datum              | Turnier             | Belag | Partner        | Finalgegner                     | Ergebnis |
| --- | ------------------ | ------------------- | ----- | -------------- | ------------------------------- | -------- |
| 1.  | 12. September 2010 | Alphen aan den Rijn | Sand  | Farrux Doʻstov | Roy Bruggeling Bas van der Valk | 6:4, 6:1 |